# Jesús Cayetano Fortes Ramos
Jesús Cayetano Fortes Ramos (ca. 1953) és un polític del Partit Popular de Ceuta. Ha sigut president d'aquest partit diverses vegades i ha arribat a ser president de l'Assemblea de Ceuta.